# کولین گرگوری
 کولین گرگوری (انگلیسی: Colin Gregory؛ زاده ۲۸ ژوئیهٔ ۱۹۰۳ درگذشته ۱۰ ژانویهٔ ۱۹۵۹) یک تنیس‌باز اهل بریتانیا بود.